# Джанытез, Тугче
Тугче Джанытез (тур. Tuğçe Canıtez, род. 10 ноября 1990 года) — турецкая профессиональная баскетболистка, выступающая за клуб «Фенербахче». Играет на позиции лёгкого форварда.
Джанытез выступала за баскетбольные команды колледжа Северного Айдахо и колледжа Уэстмаунта. В 2012 году её пригласили в состав женской сборной Турции по баскетболу и она приняла участие в Олимпийском квалификационном турниру. В 2013 году на чемпионате Европы по баскетболу во Франции Джанытез в составе сборной завоевала бронзовую медаль.